# Burgo (Arouca)
Burgo é uma localidade portuguesa do Município de Arouca sede da extinta Freguesia de Burgo, freguesia que tinha 6,76 km² de área e 1 993 habitantes (2011), e, por isso, uma densidade populacional de 294,8 hab/km².
A Freguesia de Burgo foi extinta em 2013, no âmbito de uma reforma administrativa nacional, tendo sido agregada à freguesia de Arouca, para formar uma nova freguesia denominada União das Freguesias de Arouca e Burgo com sede em Arouca.
Burgo foi vila e sede de concelho entre 1363 e 1817. Designou-se Vila Meã do Burgo ou Burgo Novo de Arouca. O concelho era constituído apenas pela freguesia da sede e tinha, em 1801, 955 habitantes. Aquando da extinção foi anexado ao município de Arouca.
O Pelourinho do Burgo, voltou a ser um monumento da freguesia depois de ser restaurado. Foi classificado pelo IPPAR como Imóvel de Interesse Público em 1933.

## População
| População da freguesia de Burgo | População da freguesia de Burgo | População da freguesia de Burgo | População da freguesia de Burgo | População da freguesia de Burgo | População da freguesia de Burgo | População da freguesia de Burgo | População da freguesia de Burgo | População da freguesia de Burgo | População da freguesia de Burgo | População da freguesia de Burgo | População da freguesia de Burgo | População da freguesia de Burgo | População da freguesia de Burgo | População da freguesia de Burgo |
| ------------------------------- | ------------------------------- | ------------------------------- | ------------------------------- | ------------------------------- | ------------------------------- | ------------------------------- | ------------------------------- | ------------------------------- | ------------------------------- | ------------------------------- | ------------------------------- | ------------------------------- | ------------------------------- | ------------------------------- |
| 1864                            | 1878                            | 1890                            | 1900                            | 1911                            | 1920                            | 1930                            | 1940                            | 1950                            | 1960                            | 1970                            | 1981                            | 1991                            | 2001                            | 2011                            |
| 961                             | 1.045                           | 1.004                           | 1.189                           | 1.532                           | 1.687                           | 1.660                           | 1.673                           | 1.855                           | 1.786                           | 1.659                           | 1.931                           | 2.019                           | 2.067                           | 1.993                           |

Em 1911, 1920 e 1930 tinha anexada a freguesia de Albergaria das Cabras, que foi desanexada pelo decreto-lei nº 27.424, de 31/12/1936. (Fonte: INE)
| Distribuição da População por Grupos Etários | Distribuição da População por Grupos Etários | Distribuição da População por Grupos Etários | Distribuição da População por Grupos Etários | Distribuição da População por Grupos Etários | Distribuição da População por Grupos Etários | Distribuição da População por Grupos Etários | Distribuição da População por Grupos Etários | Distribuição da População por Grupos Etários | Distribuição da População por Grupos Etários |
| -------------------------------------------- | -------------------------------------------- | -------------------------------------------- | -------------------------------------------- | -------------------------------------------- | -------------------------------------------- | -------------------------------------------- | -------------------------------------------- | -------------------------------------------- | -------------------------------------------- |
| Ano                                          | 0-14 Anos                                    | 15-24 Anos                                   | 25-64 Anos                                   | < 65 Anos                                    |                                              | 0-14 Anos                                    | 015-24 Anos                                  | 25-64 Anos                                   | < 65 Anos                                    |
| 2001                                         | 354                                          | 340                                          | 1056                                         | 317                                          |                                              | 17,1%                                        | 16,4%                                        | 51,1%                                        | 15,3%                                        |
| 2011                                         | 298                                          | 259                                          | 1109                                         | 327                                          |                                              | 15,0%                                        | 13,0%                                        | 55,6%                                        | 16,4%                                        |